# Governatorato del Río de la Plata
Il governatorato del Río de la Plata (spagnolo: Gobernación del Río de la Plata) fu un organo amministrativo coloniale creato nel 1549 dall'impero spagnolo nella regione che comprendeva il Río de la Plata.

## Descrizione
Inizialmente si trattava di un semplice cambio di denominazione del governatorato della Nuova Andalusia, e raggruppava tutte le terre comprese nella fascia tra le 470 e le 670 leghe a sud della foce del Río Santiago, lungo la costa del Pacifico. Dopo il 1617, il Governatorato del Paraguay fu tolto ed associato ad un'amministrazione separata (Asunción divenne la capitale del governatorato a partire da Juan de Ayolas).
Dopo la fondazione del Vicereame del Perù, il governatorato fu assegnato alla sua autorità fino alla formazione nel 1776 di un Vicereame del Río de la Plata indipendente. Allo stesso modo fu sotto alla giurisdizione della Audiencia Reale di Charcas fino alla creazione della Audiencia Reale di Buenos Aires tra il 1661 ed il 1671, e dopo il 1783. 
Nel XVIII il governatorato fu elevato a Capitaneria cn sede sempre a Buenos Aires, ove vi era anche la sede di una "Audiencia" e la diocesi. Alla capitaneria dipendevano i governatorati di Assuncion e Paraguay, Cordoba, Salta, e la "Banda oriental de Uruguay" con Montevideo, l'isola di S. Caterina con Florianopolis. 

Estensione delladelantado deciso da Carlo V, prima della creazione del Vicereame del Perù

## Governatori di Rio de la Plata

Le audiencias del Vicereame del Perù (1650 circa). Quella di Charcas è nella sezione 2

- Hernando Arias de Saavedra (1617-1618).
- Diego de Góngora (1618-1623). Trovato colpevole di corruzione dopo la morte. Permetteva il commercio di schiavi ed il contrabbando.
- Alonso Pérez de Salazar (1623-1624).
- Francisco de Céspedes (1624-1631). Continui sforzi per pacificare i Charrúa.
- Pedro Esteban Dávila (1631-1637). Concepción del Bermejo distrutta dagli indiani.
- Mendo de la Cueva y Benavidez (1637-1640). Migliorata la difesa di Buenos Aires. Spedizioni contro i Calchaquí. Costruito il forte di Santa Teresa.
- Ventura Mojica (o Mujica) (1640-1641).
- Andrés de Sandoval (1641).
- Jerónimo Luis de Cabrera (1641-1645). Tentata interdizione dei portoghesi dal governatorato.
- Jacinto Lariz (1645-1653). Arrestato.
- Pedro Baigorrí Ruiz (1653-1660). Respinte con successo tre navi francesi da Buenos Aires. Calchaquí respinti da Santa Fe.
- Alonso Mercado y Villacorta (1660-1663). Alle navi olandesi fu permesso di attraccare a Buenos Aires.
- Juan Martínez de Salazar (1663-1674). Continue richieste per la liberalizzazione del commercio. La Audiencia Reale di Buenos Aires fu per poco tempo indipendente dalla corte di Charcas.
- Andrés de Robles (1674-1678).
- José de Garro (1678-1682). Portoghesi cacciati da Colonia del Sacramento nel 1680.
- José de Herrera y Sotomayor (1682-1691). Spostamento di San Miguel de Tucumán.
- Agustín de Robles (1691-1698).
- Manuel de Prado y Maldonado (1698-1704). Visita di uno squadrone danese a Buenos Aires.
- Alonso Juan de Valdés e Inclán (1704-1708). Riconquista di Colonia del Sacramento.
- Manuel de Velasco y Tejada (1708-1712). Acquistato cariche per 3000 pesos. Arrestato.
- Juan José de Muliloa (1712).
- Alonso de Arce y Soria (1712-1714). Acquistò il titolo per 18000 pesos. Morì cinque mesi dopo.
- José Bermúdez de Castro (1714-1715).
- Baltasar García Ros (1715-1717). Colonia del Sacramento tornò in mano portoghese. Campagne contro Charrúa, Yaro e Bohanes.
- Bruno Mauricio de Zabala (1717-1734). Portoghesi cacciati da Montevideo.
- Miguel de Salcedo y Sierraalta (1734-1742). Espulsione degli stranieri da Buenos Aires. Fallito tentativo di riprendere Colonia del Sacramento.
- Domingo Ortíz de Rozas (1742-1745). Rifortificato Montevideo.
- José de Andonaegui y la Plaza (1745-1756). Apertura del primo servizio postale con Cile e Potosí.
- Pedro Antonio de Cevallos (o Ceballos) (1756-1766). Ripresa Colonia del Sacramento.
- Francisco de Paula Bucarelli y Ursúa (1766-1770). Inglesi cacciati dalle isole Falkland. Inaugurato il servizio postale tra La Coruña e Río de la Plata.
- Juan José de Vértiz y Salcedo (1770-1776). Dopo il quale il governatorato fu rimpiazzato dal Vicereame e dall'intendenza di Buenos Aires durante le riforme borboniche.